# Epimecis hortaria
Epimecis hortaria là một loài bướm đêm trong họ Geometridae.

## Hình ảnh

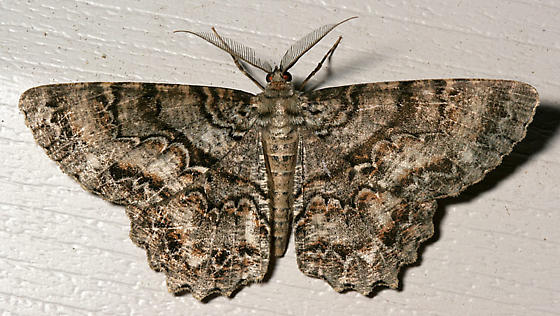
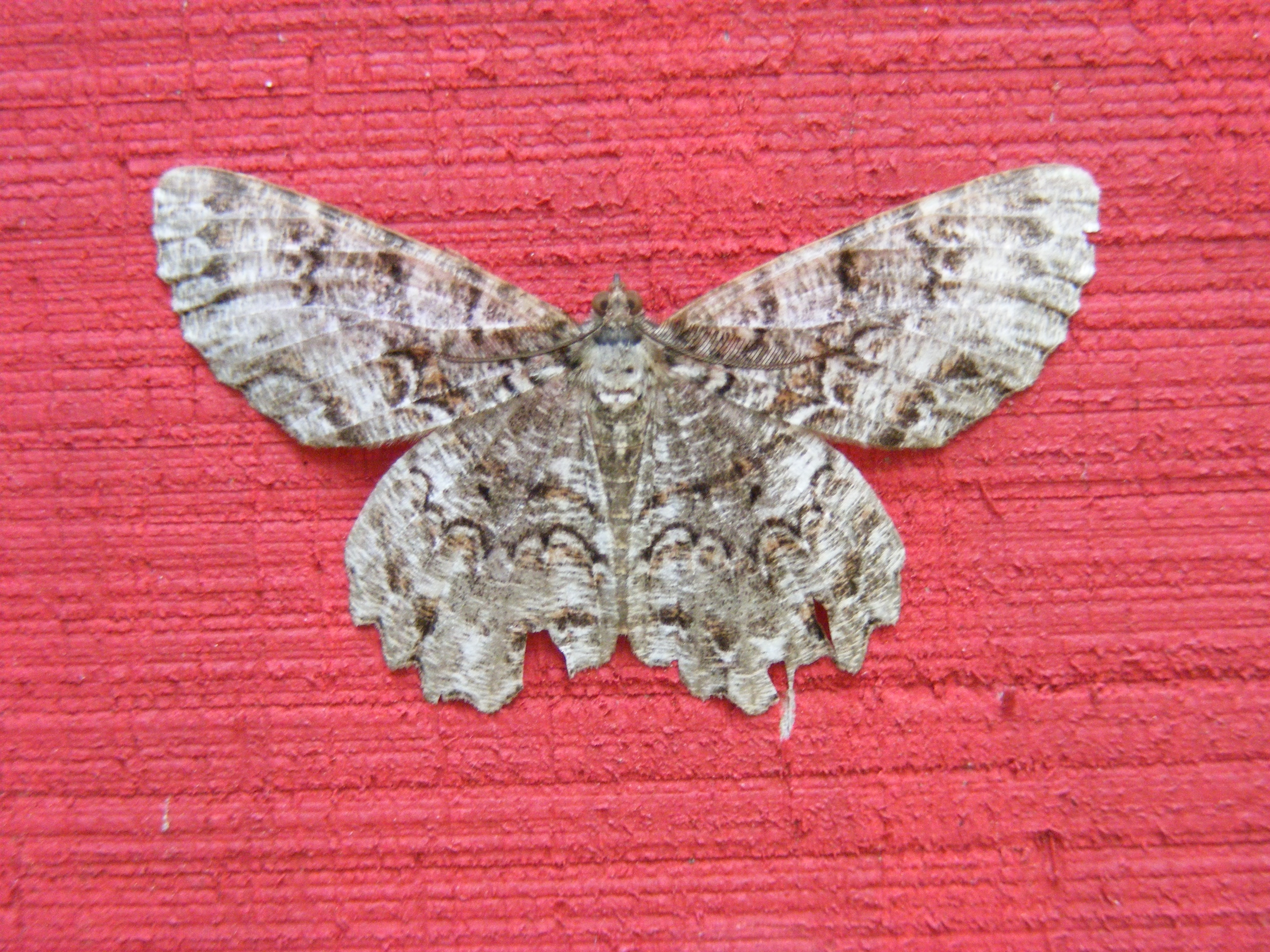